# Rosalinda (telenovela filipina)
Rosalinda é uma telenovela filipina exibida pela GMA Network em 2009. É um remake da telenovela mexicana de mesmo nome produzida pela Televisa em 1999, estrelado por Carla Abellana e Geoff Eigenmann.

## Elenco

### Elenco principal
- Carla Abellana como Rosalinda Perez-Altamirano / Rosalinda Del Castillo-Altamirano / Paloma Dorantes
- Geoff Eigenmann como Fernando Jose Altamirano Del Castillo

### Coadjuvantes
- Katrina Halili como Fedra Perez
- Jomari Yllana como Alex Durantes
- Sheryl Cruz como Valeria Del Castillo-Altamirano
- Jackie Lou Blanco como Veronica Del Castillo-Altamirano
- Ariel Rivera como Alfredo Del Castillo
- Glydel Mercado como Soledad Romero
- Jessa Zaragosa como Evangelina Kintanar-del Castillo
- Ryza Cenon como Abril Del Castillo
- Gary Estrada como Javier Perez
- Mart Escudero como Beto Perez
- Krystal Reyes como Lucy Perez
- Gian Magdangal como Gerardo De Navarette
- Roderick Paulate como Florencio
- Sheena Halili como Becky
- Mike Tan como Rico
- Marco Alcaraz como Anibal
- Carlene Aguilar como Rodora
- Yul Servo como Roberto
- Sherilyn Reyes como Dulce
- Marky Lopez como Julio
- Ayen Munji-Laurel como Berta
- Sheree como Natalia

### Elenco convidado
- Carlos Morales como Jose Fernando Altamirano
- Jennifer Sevilla como Dolores Romero Perez
- Mymy Davao como Clarita
- Isabel Oli como Rica
- Bernard Palanca como Allan
- Ana Capri
- Charlie Davao como Don Victor Durantes
- Bebs Hollmann como Pamela